# 아현산업정보학교
아현산업정보학교(阿峴産業情報學校)는 서울특별시 마포구 아현동에 위치한, 직업교육을 원하는 서울특별시 소재 일반계 고등학교에 재학 중인 학생에게 직업교육을 실시하는 각종학교이다.

## 연혁
- 1983.12.01 아현직업학교로 설립 인가(각종학교)
- 1984년 3월 1일 : 개교
- 1990.03.01 일반계고교 직업과정 위탁교육 실시
- 2002.03.01 아현산업정보학교로 교명 변경
- 2024.03.01 개교 40주년

## 학과
| - 산업계열 - 콘텐츠크리에이터 - 패션디자인 - 방송영상 - 게임제작 - 카페플라워 - 디자인계열 - 실내디자인 - 만화애니메이션 - 디지털시각디자인 | - 서비스계열 - 한식·양식조리 - 제과·제빵 - 미용예술 - 관광서비스 - e-스포츠 - 생활예술계열 - 실용음악 |